# Александер Рінг
Александер Рінг (фін. Alexander Ring, нар. 9 квітня 1991, Гельсінкі) — фінський футболіст, півзахисник клубу МЛС «Остін».
Насамперед відомий виступами за «ГІК» та національну збірну Фінляндії.

## Клубна кар'єра
У дорослому футболі дебютував 2010 року виступами за команду клубу «ГІК», в якій провів 3 матчі, після чого був відправлений в оренду до «Тампере Юнайтед», до складу якого приєднався 2010 року.
2011 року повернувся до клубу «ГІК». Цього разу провів у складі його команди один сезон. Більшість часу, проведеного у складі «ГІКа», був основним гравцем команди.
До складу клубу «Боруссія» (Менхенгладбах) приєднався на умовах оренди 2012 року. Наразі встиг відіграти за менхенгладбаський клуб 10 матчів в національному чемпіонаті.

## Виступи за збірні
Дебютував у складі юнацької збірної Фінляндії, взяв участь у 23 іграх на юнацькому рівні, відзначившись 3 забитими голами.
Залучався до складу молодіжної збірної Фінляндії. На молодіжному рівні зіграв у 5 офіційних матчах, забив 1 гол.
2011 року дебютував в офіційних іграх національної збірної Фінляндії. Наразі має в активі 35 матчів за головну команду країни.

## Титули і досягнення
- Чемпіон Фінляндії (1):

«ГІК»:  2011
- Володар Кубка Фінляндії (1):

«ГІК»:  2011